# 钝尖冷水花
钝尖冷水花（学名：Pilea pumila var. obtusifolia）为荨麻科冷水花属下的一个变种。

## 扩展阅读
- 維基物種上的相關：钝尖冷水花